# Privas (quận)
Quận Privas là một quận của Pháp, nằm ở tỉnh Ardèche, ở vùng Auvergne-Rhône-Alpes. Quận này có 11 tổng và 110 xã.

## Các đơn vị hành chính

### Các tổng
Các tổng của quận Privas là: 
1. Antraigues-sur-Volane
2. Aubenas
3. Bourg-Saint-Andéol
4. Chomérac
5. Privas
6. Rochemaure
7. Saint-Pierreville
8. Vals-les-Bains
9. Villeneuve-de-Berg
10. Viviers
11. La Voulte-sur-Rhône

### Các xã
Các xã của quận Privas, and their INSEE codes là: 
| 1. Ailhon (07002)                         | 2. Aizac (07003)                           | 3. Ajoux (07004)                       |
| 4. Alba-la-Romaine (07005)                | 5. Albon-d'Ardèche (07006)                 | 6. Alissas (07008)                     |
| 7. Antraigues-sur-Volane (07011)          | 8. Asperjoc (07016)                        | 9. Aubenas (07019)                     |
| 10. Aubignas (07020)                      | 11. Baix (07022)                           | 12. Beauchastel (07027)                |
| 13. Beauvène (07030)                      | 14. Berzème (07032)                        | 15. Bidon (07034)                      |
| 16. Bourg-Saint-Andéol (07042)            | 17. Charmes-sur-Rhône (07055)              | 18. Chomérac (07066)                   |
| 19. Coux (07072)                          | 20. Creysseilles (07074)                   | 21. Cruas (07076)                      |
| 22. Darbres (07077)                       | 23. Dunière-sur-Eyrieux (07083)            | 24. Flaviac (07090)                    |
| 25. Fons (07091)                          | 26. Freyssenet (07092)                     | 27. Genestelle (07093)                 |
| 28. Gilhac-et-Bruzac (07094)              | 29. Gluiras (07096)                        | 30. Gourdon (07098)                    |
| 31. Gras (07099)                          | 32. Issamoulenc (07104)                    | 33. Juvinas (07111)                    |
| 34. La Voulte-sur-Rhône (07349)           | 35. Labastide-sur-Bésorgues (07112)        | 36. Labégude (07116)                   |
| 37. Lachamp-Raphaël (07120)               | 38. Lachapelle-sous-Aubenas (07122)        | 39. Lanas (07131)                      |
| 40. Larnas (07133)                        | 41. Lavilledieu (07138)                    | 42. Laviolle (07139)                   |
| 43. Le Pouzin (07181)                     | 44. Le Teil (07319)                        | 45. Lentillères (07141)                |
| 46. Les Ollières-sur-Eyrieux (07167)      | 47. Lussas (07145)                         | 48. Lyas (07146)                       |
| 49. Marcols-les-Eaux (07149)              | 50. Mercuer (07155)                        | 51. Meysse (07157)                     |
| 52. Mirabel (07159)                       | 53. Mézilhac (07158)                       | 54. Pourchères (07179)                 |
| 55. Pranles (07184)                       | 56. Privas (07186)                         | 57. Rochecolombe (07190)               |
| 58. Rochemaure (07191)                    | 59. Rochessauve (07194)                    | 60. Rompon (07198)                     |
| 61. Saint-Andéol-de-Berg (07208)          | 62. Saint-Andéol-de-Vals (07210)           | 63. Saint-Bauzile (07219)              |
| 64. Saint-Cierge-la-Serre (07221)         | 65. Saint-Didier-sous-Aubenas (07229)      | 66. Saint-Fortunat-sur-Eyrieux (07237) |
| 67. Saint-Georges-les-Bains (07240)       | 68. Saint-Germain (07241)                  | 69. Saint-Gineis-en-Coiron (07242)     |
| 70. Saint-Jean-le-Centenier (07247)       | 71. Saint-Joseph-des-Bancs (07251)         | 72. Saint-Julien-du-Gua (07253)        |
| 73. Saint-Julien-du-Serre (07254)         | 74. Saint-Julien-en-Saint-Alban (07255)    | 75. Saint-Just (07259)                 |
| 76. Saint-Lager-Bressac (07260)           | 77. Saint-Laurent-du-Pape (07261)          | 78. Saint-Laurent-sous-Coiron (07263)  |
| 79. Saint-Marcel-d'Ardèche (07264)        | 80. Saint-Martin-d'Ardèche (07268)         | 81. Saint-Martin-sur-Lavezon (07270)   |
| 82. Saint-Maurice-d'Ardèche (07272)       | 83. Saint-Maurice-d'Ibie (07273)           | 84. Saint-Michel-de-Boulogne (07277)   |
| 85. Saint-Michel-de-Chabrillanoux (07278) | 86. Saint-Montan (07279)                   | 87. Saint-Pierre-la-Roche (07283)      |
| 88. Saint-Pierreville (07286)             | 89. Saint-Pons (07287)                     | 90. Saint-Priest (07288)               |
| 91. Saint-Privat (07289)                  | 92. Saint-Remèze (07291)                   | 93. Saint-Sauveur-de-Montagut (07295)  |
| 94. Saint-Sernin (07296)                  | 95. Saint-Symphorien-sous-Chomérac (07298) | 96. Saint-Thomé (07300)                |
| 97. Saint-Vincent-de-Barrès (07302)       | 98. Saint-Vincent-de-Durfort (07303)       | 99. Saint-Étienne-de-Boulogne (07230)  |
| 100. Saint-Étienne-de-Fontbellon (07231)  | 101. Saint-Étienne-de-Serre (07233)        | 102. Sceautres (07311)                 |
| 103. Ucel (07325)                         | 104. Vals-les-Bains (07331)                | 105. Valvignères (07332)               |
| 106. Vesseaux (07339)                     | 107. Veyras (07340)                        | 108. Villeneuve-de-Berg (07341)        |
| 109. Viviers (07346)                      | 110. Vogüé (07348)                         |                                        |